# TMEM10
TMEM10‏ (Oligodendrocytic myelin paranodal and inner loop protein) هوَ بروتين يُشَفر بواسطة جين TMEM10 في الإنسان.